# フレーズ
音楽におけるフレーズ（英：phrase）とは、いくつかの音符から成る階層的なまとまりをあらわす単位のひとつである。フレーズは楽譜に明示されないため、どこからどこまでをひとつのフレーズとして演奏するかは演奏者に任されることも多い。スラーがあるときにはスラーをひとつのフレーズとみなして演奏することがある。しかし、スラーは弦楽器のボウイングを示しただけのものも多く、必ずしもフレーズに忠誠を尽くすとは限らない。
フレーズの作り方はいろいろなものがあるが、基本は、次のようである。
- 最後の音を弱くする。
- 最初の音は強めにする。
- 上行形ではだんだん強くする。
- 下行形ではだんだん弱くする。
- フレーズの最高音がいちばん強くなるようにする。
- 音量に大きな段差ができることを避ける。

フレーズを設定することをフレージングという。